# Kurnahosahalli, Malur
Kurnahosahalli là một làng thuộc tehsil Malur, huyện Kolar, bang Karnataka, Ấn Độ.